# Mendipsia
Mendipsia es un género de foraminífero bentónico de la familia Tuberitinidae, de la superfamilia Parathuramminoidea, del suborden Fusulinina y del orden Fusulinida. Su especie tipo es Mendipsia leesi. Su rango cronoestratigráfico abarca desde el Eifeliense (Devónico medio) hasta el Tournaisiense (Carbonífero inferior).

## Discusión
Clasificaciones más recientes incluirían Mendipsia en el suborden Parathuramminina, del orden Parathuramminida, de la subclase Afusulinina y de la clase Fusulinata.

## Clasificación
Mendipsia incluye a la siguiente especie:
- Mendipsia leesi' †